# Stara Synagoga w Sokołowie Małopolskim
Stara Synagoga w Sokołowie Małopolskim – nieistniejąca, drewniana synagoga znajdująca się w Sokołowie Małopolskim przy dzisiejszej ulicy Kazimierza Wielkiego.
Synagoga została zbudowana w XVII wieku. Synagoga uległa zniszczeniu w XIX wieku. Wkrótce na jej miejscu wzniesiono nową, murowaną synagogę.